# 39-es főút
39-es főút (ungarisch für ‚Hauptstraße 39‘) ist eine ungarische Hauptstraße. Sie beginnt in Encs an der 3-as főút und führt in generell südöstlicher Richtung über Abaújszántó nach Mád und noch 2 km weiter bis nach Mezőzombor zur 37-es főút, an der sie endet. Die Gesamtlänge beträgt 37 Kilometer.

## Verkehrsaufkommen
Durchschnittlicher täglicher Verkehr auf der Hauptstraße
| Abschnitt                         | DTV   |
| --------------------------------- | ----- |
| Encs (0,00 km – 1,29 km)          | 5.873 |
| Abaújszántó (11,81 km – 17,47 km) | 5.357 |
| Mád (20,28 km – 28,88 km)         | 4.283 |